# Vereniging voor Sportpsychologie in Nederland
De Vereniging voor Sportpsychologie in Nederland (VSPN) is een groep die ontwikkeling van sportpsychologie in Nederland wil stimuleren, met name wat betreft de bevordering van toepasselijk wetenschappelijk onderzoek en toepassing van psychologische kennis in de sport. De vereniging werd op 7 oktober 1989 opgericht in Amsterdam.
De VSPN verleent sinds 2004 accreditaties aan door haar als voldoende kundig erkende sportpsychologen. Het is lid van de Féderation Européenne de Psychologie des Sports et des Activités Corporelles (FEPSAC) en werkt samen met onder meer het Nederlands Instituut van Psychologen (NIP), het Nederlands Olympisch Comité en de Nederlandse Sport Federatie (NOC*NSF).